# Simcoemeer
Het Simcoemeer is een meer in de Canadese provincie Ontario.
Ouentironk, zoals de Huron Indianen het meer noemden, beslaat een totale oppervlakte van 743 km2 en meet 30 km bij 25 km in lengte. Het meer heeft een gemiddelde diepte van 15 meter en ligt op een hoogte van 219 meter boven zeeniveau.